# 大叶黄杨
大叶黄杨（学名：Buxus megistophylla）是黄杨科黄杨属的植物，为中国的特有植物。

## 形态
常绿灌木，小枝具四棱，枝叶密生，树冠球形。倒卵形或椭圆形叶片对生，边缘具钝锯齿，表面深绿色，有光泽。夏季开绿白色花，聚伞花序腋生，具长梗。扁球形淡红色蒴果，裂开；种子有桔红色假种皮。

## 分布
分布在中国大陆的湖南、江西、广西、贵州、广东等地，生长于海拔500米至1,400米的地区，常生长在河岸、山地、山谷以及山坡林下，目前尚未由人工引种栽培。